# 海因里希·赫兹
海因里希·鲁道夫·赫兹（德語：Heinrich Rudolf Hertz，1857年2月22日—1894年1月1日），德国物理学家，于1887年首先用实验证实了电磁波的存在，并于1888年发表了论文。他对电磁学有很大的贡献，故频率的国际单位制单位赫兹以他的名字命名。

## 生平与科学贡献

### 早年生活
赫兹出生在德国汉堡一个改信基督教的犹太家庭。父亲是一位律師和參議員，母亲是一位医生的女儿。 他有三個弟弟和一個妹妹。
在他去柏林洪堡大学就读之前就已经展现出良好的科学和语言天赋，喜欢学习阿拉伯语和梵文。他曾经在德国德累斯顿、慕尼黑和柏林等地学习科学和工程学。他是柏林洪堡大学著名教授古斯塔夫·基尔霍夫和赫尔曼·冯·亥姆霍兹的学生。1880年赫兹获得博士学位，但继续跟随亥姆霍兹学习，直到1883年他收到来自基尔大学出任理论物理学讲师的邀请。1885年他获得卡尔斯鲁厄大学正教授资格，并在那里发现电磁波。

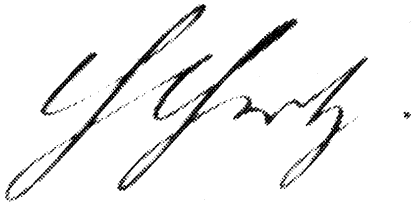
赫兹簽名手迹

随着阿尔伯特·迈克耳孙在1881年进行的实验和1887年的迈克耳孙-莫雷实验推翻了光以太的存在，赫兹改写了麦克斯韦方程组，将新的发现纳入其中。通过实验，他证明电信号如同麦克斯韦和法拉第预言的那样可以穿越空气，这一理论是发明无线电的基础。他注意到带电物体当被紫外光照射时会很快失去它的电荷，发现了光电效应（后来由阿尔伯特·爱因斯坦给予解释）。

### 氣象學
1878年夏天，由於赫茲在慕尼黑工業大學所跟隨的指導教授Wilhelm von Bezold是氣象學家，他開始對氣象學抱持著濃厚興趣。但是，除了在柏林當Helmholtz的助手時寫的幾篇論文之外，他對氣象學沒有什麼貢獻。論文題目有：對於液體蒸發的研究、新型溼度計的開發、使用圖形方式判定隔熱的濕潤大氣變化之特性等等。

### 接觸力學

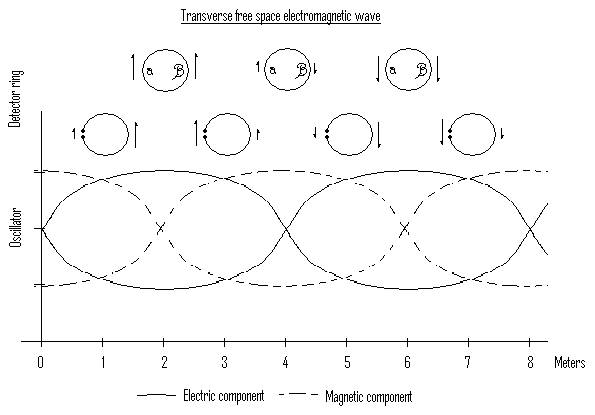
1887年实验理论及结果

1886年至1889年間，赫茲發表了兩篇往後被稱作接觸力學領域的論文。赫茲雖以電動力學的貢獻聞名，但多數研究接觸之根本性質的論文皆引用此兩篇文章裡的重要概念。約瑟夫·布西内斯克發表了於赫茲作品中的決定性重大發現，更確立了他的成果在接觸力學屹立不搖的重要性。赫茲基本上概述了當兩個線對稱的物體接觸並負重時會如何表現，並從古典彈性理論和連續力學得到了結論。他的理論中有個重大的疏漏便是忽略了兩個固體之間的附著力，而後來的科學家證明了當固體具有高彈性時，這個因素是很重要的。不過忽視是必然的，因為當時根本沒有檢驗附著力的技術。
為了發展他的理論，赫茲以對橢圓形牛頓環的觀察為基礎，進行了將玻璃球體放在鏡片上面的接觸實驗，並假設球體的壓力會是橢圓形分布。當他以計算自球體移動至鏡片之壓力的實驗來驗證理論時，再次使用了牛頓環的型態。K. L. Johnson、K. Kendall與A. D. Roberts (JKR)在他們的著名論文「表面能和彈性物體之接觸」(The Proceedings of the Royal Society, 1971）使用了此理論為基礎，來計算附著表面上理論上的位移壓力或壓痕深度(A324, 1558, 301-313)。他們的方程式假設物質附著力為零，補充了赫茲的理論。爾後， B. V. Derjaguin、 V. M. Muller與Y. P. Toporov（DMT）也在1975年發表了另一個相近的理論，同樣以附著力為零的假設替赫茲的方程式做了補充。然而DMT的理論被認為不成熟，和JKR的理論相比，需要更多校正方能成為一個物質接觸理論。前述兩者構築了接觸力學的基礎，成為所有過渡期接觸模型的基石，並且被運用在奈米壓痕和原子力顯微鏡的物質參數預測上。在當年，赫茲的研究作為講師的意義，遠大於他在電磁學的成就。但他以自身獨有的清醒認為微不足道的這一章，卻流傳下來並深刻地影響著奈米科技世代。

### 逝世
1892年，赫茲被診斷出感染韋格納肉芽腫，發病時會有劇烈頭痛，他曾嘗試去治療這種疾病。1894年，赫兹因为败血症在德國波恩離世，享年36歲，他死後被安葬在Ohlsdorf漢堡的猶太墓地。
赫茲死後留下了妻子伊麗莎白·赫茲（原名：伊麗莎白·道歐）和兩名女兒喬安娜和瑪蒂爾德。妻子在他死後並沒有改嫁。1930年代，希特勒崛起，他的妻子和两名女兒也從德國搬到英國。1960年，查爾斯薩·斯坎德拜訪了瑪蒂爾德·赫茲，詢問有關她父親的事，並在不久之後出版了一本有關海因里希·赫茲的書。根據查爾斯薩的書指出，赫茲的兩名女兒都沒有結婚，因此他沒有任何後裔。

### 遺產和榮譽

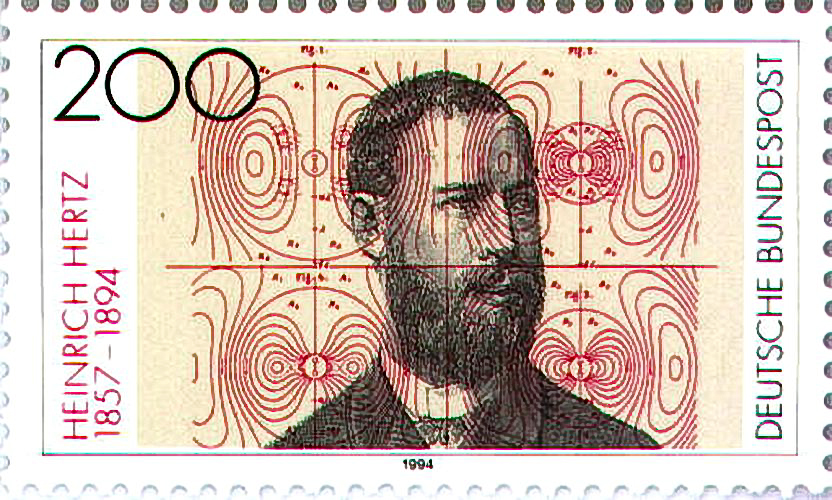
以赫兹肖像印制的德国邮票

他的侄子古斯塔夫·路德維希·赫茲曾獲得諾貝爾物理學獎，而古斯塔夫的兒子卡爾·赫茲則創立了超声影像医学（例如常见的B超）。國際單位制使用海因里希的名字制定「單位赫茲」是因為他的榮譽，這項榮譽是他於1930年在國際電工委員會做的測量「頻率」，某活動每秒發生的次數。這項榮譽於1964年通過CGPM（國際度量衡）的認定。
在月球東邊的坑洞，用赫茲的名字來命名。俄羅斯的諾夫哥羅德的無線電產品，也用他的名字命名。在德国汉堡的无线电发射塔被命名为海因里希赫茲塔。「海因里希–赫茲」無線電電信通訊，也是以這城市最著名的人物來命名。
除了這些榮譽之外，赫茲還得到了一項殊榮，他曾得到日本授與的「瑞寶章」（日本於1888年開始制定的勳章，在公共事務有功勞者，長年從事公務者，功績受到推舉者為授與對象），瑞寶章也有分很多的贈與項目，其中一項就是科學家。
另外世界不少國家都曾以他的肖像製作郵票。第二次世界大戰後，他的祖國——德國，也推出了他的肖像郵票。
2012年2月22日，Google推出動態Doodle紀念赫兹155周年诞辰。